# ロラン・ロメッシコー
ロラン・ロメッシコー（Laurent Romejko、1963年9月27日 - ）は、ポーランド系フランス人の記者・テレビアナウンサー。イヴリーヌ県出身。1992年から人気のある数と字番組（fr:Des chiffres et des lettres）のアナウンサーとして務める。その前は天気予報や朝の番組であるテレマタンにも出たことがある。好きな料理の内ファヒータだと言われる。

## 参考
1. ↑  公共放送フランス3の公式サイトの紹介ページ